# SV Sturm 1904 Chemnitz
SV Sturm 1904 Chemnitz was een Duitse voetbalclub uit de stad Chemnitz, in de deelstaat Saksen.

## Geschiedenis
De club werd op 17 januari 1904 opgericht als FC Sturm 04 Chemnitz. Aanvankelijk waren de clubkleuren geel-blauw en later zwart-wit. Vanaf 1907 speelde de club in de hoogste klasse van Zuidwest-Saksen. In 1913 kon de club voor het eerst kampioen worden en nam zo deel aan de Midden-Duitse eindronde, waar ze meteen verloren van Hallescher FC 1896. Na 1914 werd de naam gewijzigd in SV Sturm. Na de Eerste Wereldoorlog werd de competitie van Zuidwest-Saksen hervormd tot Kreisliga Mittelsachsen, die een groter gebied besloeg, al betekende dit in de praktijk geen verandering aangezien enkel de clubs uit Chemnitz en Mittweida in de hoogste klasse speelden. In 1921 werd de club opnieuw kampioen en werd in de eindronde vijfde op zeven clubs. 
De volgende jaren speelden de club geen rol van betekenis meer tot 1927 toen ze nog eens vicekampioen werden. Na nog twee plaatsen in de top drie slaagden ze er in 1930 in om de hegemonie van Chemnitzer BC, na acht titels op rij, te doorbreken. In de eindronde versloeg de club achtereenvolgens Zittauer BC, SV Wacker Bernburg en SV 08 Steinach en werd dan in de halve finale gestopt door VfB Leipzig met 3-4. 
De volgende drie jaar eindigde de club opnieuw in de subtop. In 1933 werd de competitie geherstructureerd. De Midden-Duitse bond werd ontbonden en de vele competities werden vervangen door de Gauliga Mitte en Gauliga Sachsen. Uit Midden-Saksen plaatsten zich slechts twee clubs waardoor de club nu in de Bezirksklasse Chemnitz ging spelen. De club slaagde er niet meer in te promoveren. Na de oorlog werden alle Duitse clubs ontbonden en in tegenstelling tot West-Duitsland mochten in Oost-Duitsland de clubs niet meer heropgericht worden.

## Erelijst
Kampioen Gau Mittelsachsen
1913, 1921, 1930